# Ryōichi Sasakawa
Ryōichi Sasakawa (笹川 良一, Sasakawa Ryōichi) (né le 18 mai 1899 à Minoh - décédé le 14 juillet 1995 à Tokyo), est un homme politique nationaliste et homme d'affaires japonais proche des yakuza et membre de la World Anti-communist League (WACL). 
Arrêté par les forces alliées d’occupation du général MacArthur comme criminel de guerre de classe A, il est libéré en 1948, sans jugement, dans des circonstances obscures, la veille de la pendaison du général Hideki Tōjō. Il devient multi-milliardaire après-guerre, faisant fortune dans les paris. Président durant près de trente ans de la Fondation Sasakawa, il exerce une influence importante sur le Parti libéral démocrate (PLD) au pouvoir.

## Avant la Seconde Guerre mondiale
Avant la Seconde Guerre mondiale, Ryōichi Sasakawa commence par une formation de pilote de l'air, rejoignant l'Aviation japonaise. Il devient ensuite directeur du journal Konnichi Shimbun, avant de publier à partir de 1931 le magazine de droite Défense nationale et de fonder le Kokusui Taishu-to (Parti du peuple ultra-nationaliste) . L'année suivante, il prend la tête des Volontaires de l'Armée de l'Air, une organisation ultra-nationaliste , qui prend pour uniforme les chemises noires (sur le modèle fasciste) et se développe jusqu'à avoir 23 branches au Japon.
Parallèlement à ses activités de leader d'extrême-droite, il s'engage dans les affaires, établissant un trafic d'armes à destination de l'armée japonaise après la création, en 1932, de l'État fantoche du Mandchoukouo, et s'impliquant probablement également dans le trafic d'opium . Souvent en voyages d'affaires en Chine, il rencontra Pu Yi, le dernier empereur Qing.
En 1937, ses activités illégales lui valurent d'être emprisonné, mais il fut libéré en 1939. Il devint célèbre cette année pour avoir rencontré Mussolini, en s'envolant dans le Yamato-Go, le premier avion entièrement construit au Japon, tout en s'habillant, contrairement à la plupart des hommes d'affaires japonais s'envolant à l'étranger, en costume traditionnel (hakama et haori) . Il était alors associé de près avec Yoshio Kodama (1911-1984), qui fut également une figure importante yakuza liée à l'extrême-droite .
En 1942, Sasakawa entra à la Diète (Parlement) . Ayant une vie privée agitée (plusieurs maîtresses, et peut-être plusieurs enfants non reconnus), Sasakawa s'éprit pendant la guerre de l'espionne Yoshiko Kawashima, fusillée en 1948.

## Après guerre
Emprisonné pour crimes de guerre à la prison de Sugamo le 12 décembre 1945 (en fait il s'y rendit la veille, triomphalement), où il côtoie Yoshio Kodama et le futur Premier ministre Nobusuke Kishi, il est libéré par les Américains le 24 décembre 1948 , la veille de la pendaison, pour crimes de guerre, du général Hideki Tōjō et de sept autres criminels de guerre. Libéré avec Kishi et Kodama, la rumeur affirmait que leur libération était l'œuvre de la CIA.
Après la guerre, il fit fortune grâce à l'Association japonaise pour les courses de hors-bords , qu'il dirige et qui détient un monopole sur ce marché très lucratif, tout en ayant à ses ordres des bandes de racketteurs. Les courses de hors-bords, appelées "kyôtei", appartiennent aux rares jeux d'argent autorisés par la loi japonaise.
Se donnant une apparence philanthropique en faisant la promotion de thèmes humanitaires, écologiques, d’activités d’intérêt général (il est par exemple le plus gros donateur individuel de l'Organisation des Nations unies et a créé dans les années 1960 la Fondation Sasakawa), il se vante en privé d’être « le fasciste le plus riche du monde ». Membre éminent de la World Anti-Communist League (WACL), il prétendait que celle-ci lui servait d'instrument .
Il a une influence considérable sur le Parti libéral démocrate (PLD, au pouvoir pendant des décennies) et, avec Yoshio Kodama, a son mot à dire sur la nomination de tous les ministres, y compris le Premier d’entre eux, comme il le prouve avec l'arrivée à la fin des années 1950 de Nobusuke Kishi.
En 1962, il crée la Fondation Nippon incluant la Fondation franco-japonaise Sasakawa(FFJDS). En 1968, il est choisi comme président d'honneur de la Fédération internationale pour la victoire sur le communisme, une association créée par la secte Moon.
En 1974, lors d'une interview pour le magazine Time il déclare être « le fasciste le plus riche du monde »,.
Perdant environ 200 milliards de yens après avoir tenté de récupérer un trésor enfoui en 1980 (issu d'un navire de la flotte impériale russe), son fils, Yohei Sasakawa, commence à prendre les rênes de son empire, alors que la santé de Ryoichi devient de plus en plus fragile. Il deviendra son successeur à la Nippon Foundation, nouvel avatar de la Fondation Sasakawa après la chute du mur de Berlin.
Sasakawa meurt le 14 juillet 1995 à Tokyo.